# گی آترتون
گی آترتون (انگلیسی: Gee Atherton؛ زادهٔ ۲۶ فوریهٔ ۱۹۸۵) دوچرخه‌سوار اهل بریتانیا است.
وی در مسابقات کشوری و بین‌المللی در مجموع برندهٔ ۲ مدال طلا، ۱ مدال نقره، ۱ مدال برنز شده‌است.